# Чигиринець Олена Едуардівна
Олена Едуардівна Чигиринець (12 лютого 1963) в с.м.т. Дніпровське Верхньодніпровського району Дніпропетровської області) — українська науковиця в галузі протикорозійного захисту матеріалів, «зелених
технологій» інгібіторного захисту металів в атмосфері та водних середовищах, технологій природних антиоксидантів. Доктор технічних наук, професор. Академік АН вищої школи України з 2017 року за науковим
відділенням металургії. Завідувачка кафедри фізичної хімії в Національному технічному університеті України «Київський політехнічний інститут імені Ігоря Сікорського».

## Життєпис
Закінчила Дніпропетровський металургійний інститут (1985, спеціальність «Фізико-хімічні дослідження металургійних процесів»). Навчалася у аспірантурі з 1985 по 1990 та докторантурі з 2001 по 2004. Кандидатська дисертація на тему «Розробка та дослідження інгібованих матеріалів на основі агримусу», захищено 1991, докторська дисертація «Наукові основи створення антикорозійних наповнювачів з рослинних відходів для ґрунтових лакофарбових покриттів», захищено 2007 за спеціальністю 05.17.14 – «Хімічний опір матеріалів та захист від корозії». 
Перші роки науково-педагогічної діяльності пов'язані з
роботою в Національній металургійній академії України (НМетАУ,
м. Дніпропетровськ). З 1990 по 1992 працювала науковим співробітником,
та завідувачем (1992-1993р.) галузевої науково-дослідної лабораторії
захисту металів від корозії при кафедрі порошкової металургії і захисту
металів. Подальша робота в НМетАУ пов'язана з викладацькою діяльністю
на посаді асистента (1993-1999), доцента (1999-2001, 2004-2007) та
професора (з 2007 по 2010). 
З 2010 і по теперішній час – завідувачка
кафедри фізичної хімії Національного технічного університету України
«Київський політехнічний інститут імені Ігоря Сікорського». 
Має вчені звання доцента (2001) та професора (2008).

## Наукові досягнення
Розроблено та впроваджено технологію синтезу лінійки
антикорозійних наповнювачів та перетворювачів іржі для антикорозійних
лакофарбових покриттів з використанням лігнінмістячих та кісточкових
відходів рослинного походження, технології «зелених» летких інгібіторів
корозії та антикорозійних консерваційних тонкоплівкових покриттів на
основі відходів харчової промисловості для тимчасового захисту
металопрокату на час транспортування та зберігання.
Здійснені проєкти МОН України:
- «Проведення порівняльного аналізу ефективності інгібіторів в різних середовищах, що використовуються на підприємствах України, розробка технологічних схем їх застосування», 2000-2002;
- «Розробка наукових основ отримання та дослідження функціональних покриттів із заданими фізико-хімічними властивостями», 2003 – 2005;
- «Підвищення експортної спроможності вітчизняного металопрокату шляхом використання високоефективних засобів антикорозійного захисту», 2006–2008;
- «Розроблення еко-ефективних технологічних процесів та оцінювання екологічної сталості та безпеки продукційних систем, промислових об`єктів і територіальних утворень» , 2012-2013,
- «Розроблення, вдосконалення, керування і оцінювання екологічної сталості та безпеки промислових і територіальних утворень як систем із замкненими циклами», 2014-2015.

Підготовлено 2 кандидати наук.
Член редколегії наукових журналів «Фізико-хімічна механіка
матеріалів», «KPI Science News», «Збірник наукових праць ОНАХТ». Член
Експертної Ради МОН України з фахового напрямку «Хімія». 
Член спеціалізованих вчених рад Д 26.002.13 за спеціальністю 05.17.14 «Хімічний
опір матеріалів та захист від корозії» (м. Київ, КПІ ім. Ігоря Сікорського) та
Д08.078.01 за спеціальністю 02.00.05 «Електрохімія» (м.Дніпро, УДХТУ).
Член оргкомітету міжнародної науково-технічної конференції «Коррозія, «
2010, 2012, 2014, 2016, 2018 . 2020 (м. Львів), 4-міжнародної конференції
EAST WEST CHEMISTRY (EWCC 2021) (Туреччина).

## Публікації
Опубліковано понад 180 статей, одержано 15 патентів та авторських
свідоцтв, індекс Гірша за Scopus 10.
Основні прочитані курси - «Теорія хімічної корозії», «Теорія
електрохімічної корозії», «Корозія металів в умовах експлуатації»,
«Поверхневі явища та дисперсні системи», «Хімічні технології косметичних
засобів», новаторські курси «Сучасні технології косметичних засобів та
харчових добавок», «Проблеми якості косметичних засобів», «Сучасні
системи глибокої селективної екстракції біологічно активних речовин».
В співавторстві написано два підручники:
1. Пінчук С.Й., Чигиринець О.Е. Хімія твердого тіла (короткий курс): підручник . — Київ: ТОВ «Видавничий дім АртЕк». — 2018. — 124 с.. 2.
2. Технічний аналіз харчових добавок та косметичних продуктів [Електронний ресурс] : підручник для студентів спеціальності 161 «Хімічні технології та інженерія» / В. І. Воробйова, О. Е. Чигиринець, Т. М. Пилипенко, Л. А. Хрокало, В. Г. Єфімова ; КПІ ім. Ігоря Сікорського. – Електронні тестові дані. – Київ : КПІ ім. Ігоря Сікорського, 2020. – 345 с.

## Відзнаки
- Грамота Міністерства освіти та науки України, 2008,
- Нагорода Ярослава Мудрого АН вищої школи України, 2015